# Под покровом ночи (фильм, 2016)
«Под покро́вом но́чи» (англ. Nocturnal Animals, рус. Ночные животные) — американский психологический триллер в жанре неонуар, снятый режиссёром Томом Фордом с Эми Адамс и Джейком Джилленхолом в главных ролях. Фильм основан на бестселлере Остина Райта «Тони и Сьюзен». Премьера в США состоялась 18 ноября 2016 года, в России — 8 декабря 2016 года.
Фильм завоевал награду «Серебряный лев» 73-го Венецианского кинофестиваля, а также получил множество других наград и номинаций, включая номинацию на премию «Оскар» за лучшую мужскую роль второго плана (Майкл Шеннон), премию «Золотой глобус» за лучшую мужскую роль второго плана (Аарон Тейлор-Джонсон), 9 номинаций на премию «BAFTA» и так далее.
Фильм получил в целом положительные отзывы от критиков и собрал более 30 миллионов долларов по всему миру.

## Сюжет
Реальность
Директор картинной галереи Сьюзен Морроу (Эми Адамс) получает рукопись романа её отдалившегося бывшего мужа Эдварда Шефилда (Джейк Джилленхол). Также Эдвард приглашает её на ужин во время предстоящего визита в Лос-Анджелес. Расстроенная своим нынешним браком с неверным бизнесменом Хаттоном Морроу, Сьюзен начинает читать роман «Ночные животные» (англ. Nocturnal Animals). Роман посвящён ей и назван по прозвищу, которое Эдвард дал Сьюзен.
Роман
Жизнь семьянина Тони Гастингса (Джейк Джилленхол) перевернулась после встречи с тремя местными хулиганами — Рэем, Лу и Бесом — во время поездки на автомобиле с женой и дочерью через Западный Техас. Вынужденный съехать с дороги, Тони не в силах препятствовать хулиганам Рэю и Бесу, которые похищают его жену Лору и дочь Индию на его же машине. Он остаётся с Лу, который заставляет его вести машину Рэя до конца дороги, где Лу выбрасывает Тони из машины. Тони сумел спрятаться от Рэя и Лу, когда они вернулись найти его, но он не отозвался, после чего он вышел на трассу и пытаясь остановить попутные машины добрался до полиции.
Детектив Роберто «Бобби» Андес расследует дело и обнаруживает тела Лоры и Индии рядом с заброшенной лачугой, где они были изнасилованы и убиты. Тони страдает от чувства вины. Андес обращается к нему через год с просьбой опознать Лу, который обвиняется в соучастии в убийстве Лоры и Индии.
Бес при неудачном ограблении смертельно ранен. Рэй остаётся последним преступником, который должен быть предан суду. Андес арестовывает Рэя, но вынужден отпустить его, так как есть только косвенные доказательства его вины. Андес скоро выходит на пенсию, также у него рак лёгких. Андес решает взять дела в свои руки и с помощью Тони похищает Рэя и Лу. При попытке Рэя и Лу бежать Андес убивает Лу, но Рэю удаётся сбежать.
Тони самостоятельно выслеживает Рэя до хижины, где Лора и Индиа были убиты. Рэй признаётся в изнасиловании и убийстве жены и дочери Тони, называя его слабым. Тони смертельно ранит Рэя, но тот ослепляет Тони, ударив по голове железным прутом. У Тони внутримозговое кровоизлияние, он умирает после падения на свой пистолет, который выстрелил ему в живот.
Реальность (продолжение)
Потрясённая тёмным содержанием и грубыми эмоциями романа, Сьюзен вспоминает о свиданиях с Эдвардом в колледже и их цветущих отношениях. Это сильно раздражало Энн Саттон, властную мать Сьюзен. Она утверждала, что Эдвард не достоин чувств Сьюзен и что из-за его романтического мировоззрения ему не хватит сил для достижения своих целей. Сьюзен проигнорировала возражения матери и вышла замуж за Эдварда.
Сьюзен находит ещё одно доказательство неверности мужа, затем продолжает читать роман. Она вспоминает о своём сложном и непродолжительном браке с Эдвардом, который омрачался её разочарованием и пренебрежительным отношением к литературным устремлениям Эдварда. Всё закончилось, когда Сьюзен изменила ему с Хаттоном. В итоге пара развелась, а Сьюзен вышла замуж за Хаттона. Эдвард попытался восстановить отношения, но окончательно разорвал их, узнав, что Сьюзен, будучи беременной их ребёнком, сделала аборт, чтобы её ничто больше не связывало с Эдвардом.
Сьюзен дочитывает роман и, глубоко тронутая его содержанием, договаривается о встрече с Эдвардом в ресторане. Она приходит в ресторан первой и долго сидит в ожидании, но Эдвард так и не приходит. Зрителю становится ясно, что он и не собирался этого делать: дав Сьюзен прочитать роман, названный ее именем, Эдвард сказал все, что хотел сказать.

## В ролях

### Реальные
- Эми Адамс — Сьюзан Морроу
- Джейк Джилленхол — Эдвард Шефилд
- Арми Хаммер — Хаттон Морроу, муж Сьюзан
- Лора Линни — Энн Саттон
- Андреа Райсборо — Алессия Холт
- Майкл Шин — Карлос Холт
- Зави Эштон — Алекс
- Джена Мэлоун — Сейдж Роуз
- Кристин Бауэр ван Стратен — Саманта Ван Хелсинг

### Вымышленные
- Джейк Джилленхол — Тони Гастингс
- Майкл Шеннон — детектив Бобби Андес
- Аарон Тейлор-Джонсон — Рэй Маркус
- Айла Фишер — Лора Гастингс, жена Тони
- Элли Бамбер — Индиа Гастингс, дочь Тони
- Карл Глусман — Лу
- Роберт Арамайо — Бес
- Грэм Беккел — лейтенант Грейвс

## Производство
Съёмки фильма начались 5 октября 2015 года в Лос-Анджелесе, Калифорния. Закончились 5 декабря 2015 года. Весь фильм снят на 35-мм киноплёнку, несмотря на всеобщую тенденцию перехода на цифровые технологии. Оператор Шеймас Макгарви выбрал такую технику из-за её гибкости в наиболее сложных съёмочных ситуациях.

## Критика
Фильм получил позитивные отзывы критиков. На сайте-агрегаторе рецензий Rotten Tomatoes кинолента имеет рейтинг 74 % на основе 299 отзывов, со средним баллом 7/10. На сайте Metacritic фильм имеет 67 баллов из 100. Актёрские перевоплощения Эми Адамс, Джейка Джилленхола, Майкла Шеннона и Аарона Тейлора-Джонсона были встречены весьма восторженными откликами как критиков, так и зрителей.

## Награды
| Награды и номинации            | Награды и номинации                         | Награды и номинации             | Награды и номинации | Награды и номинации |
| Награда                        | Категория                                   | Номинант                        | Результат           |                     |
| ------------------------------ | ------------------------------------------- | ------------------------------- | ------------------- | ------------------- |
| Венецианский кинофестиваль     | «Золотой лев»                               | Том Форд                        | Номинация           |                     |
| Венецианский кинофестиваль     | «Гран-при жюри»                             | Том Форд                        | Победа              |                     |
| «Оскар»                        | «Лучший актёр второстепенной роли»          | Майкл Шеннон                    | Номинация           |                     |
| «Золотой глобус»               | «Лучшая режиссура»                          | Том Форд                        | Номинация           |                     |
| «Золотой глобус»               | «Лучший сценарий»                           | Том Форд                        | Номинация           |                     |
| «Золотой глобус»               | «Лучший актёр второстепенной роли»          | Аарон Тейлор-Джонсон            | Победа              |                     |
| «BAFTA»                        | «Лучший режиссура»                          | Том Форд                        | Номинация           |                     |
| «BAFTA»                        | «Лучший адаптированный сценарий»            | Том Форд                        | Номинация           |                     |
| «BAFTA»                        | «Лучший актёр главной роли»                 | Джейк Джилленхол                | Номинация           |                     |
| «BAFTA»                        | «Лучший актёр второстепенной роли»          | Аарон Тейлор-Джонсон            | Номинация           |                     |
| «BAFTA»                        | «Лучшая оригинальная музыка к фильму»       | Абель Коженёвский               | Номинация           |                     |
| «BAFTA»                        | «Лучшая операторская работа»                | Шеймас Макгарви                 | Номинация           |                     |
| «BAFTA»                        | «Лучший монтаж»                             | Джоан Собель                    | Номинация           |                     |
| «BAFTA»                        | «Лучшее художественное оформление»          | Мэг Эверист и Шейн Валентино    | Номинация           |                     |
| «BAFTA»                        | «Лучший грим и причёски»                    | Дональд Моват и Йоланда Туссинг | Номинация           |                     |
| «Спутник»                      | «Лучший фильм»                              |                                 | Номинация           |                     |
| «Спутник»                      | «Лучшая режиссура»                          | Том Форд                        | Номинация           |                     |
| «Спутник»                      | «Лучшая актриса главной роли»               | Эми Адамс                       | Номинация           |                     |
| «Выбор критиков»               | «Лучшая мужская роль второго плана»         | Майкл Шеннон                    | Номинация           |                     |
| «Выбор критиков»               | «Лучший адаптированный сценарий»            | Том Форд                        | Номинация           |                     |
| «Выбор критиков»               | «Лучшая операторская работа»                | Шеймас Макгарви                 | Номинация           |                     |
| Премия Гильдии киноактёров США | «Лучший каскадёрский состав в игровом кино» |                                 | Номинация           |                     |
| Премия Гильдии сценаристов США | «Лучший адаптированный сценарий»            | Том Форд                        | Номинация           |                     |